# Let's Take A Walk
《Let's Take a Walk》는 넬의 어쿠스틱 편집 앨범이다. 인기를 끌었던 기존의 몇몇 곡들을 어쿠스틱 버전으로 편곡한 곡들이 수록되어 있다. 편곡한 곡 외에도 〈It's Okay〉, 〈Down〉 등 신곡 2곡과 정규앨범에는 수록되지 않았으나 온라인에서 인기를 끌었던 〈연어가 되지 못한 채〉가 수록되어있다. 넬은 이 앨범으로 제5회 한국대중음악상에서 네티즌이 뽑은 올해의 음악인으로 뽑혔다.

## 수록곡
전체 작사·작곡: 김종완
| #   | 제목                | 편곡                           | 재생 시간 |
| --- | ------------------- | ------------------------------ | --------- |
| 1.  | Good Night          | 김종완, 이재경, 이정훈, 정재원 | 4:52      |
| 2.  | 연어가 되지 못한 채 | 김종완, 이재경, 이정훈, 정재원 | 4:18      |
| 3.  | 믿어선 안될 말      | 김종완, 이재경, 이정훈, 정재원 | 4:24      |
| 4.  | Onetime Bestseller  | 김종완, 이정훈                 | 6:11      |
| 5.  | Stay                | 김종완, 이재경, 이정훈, 정재원 | 4:55      |
| 6.  | Thank you           | 김종완, 이재경, 이정훈, 정재원 | 4:19      |
| 7.  | It's Okay           | 김종완                         | 4:38      |
| 8.  | 미련에게            | 김종완, 이재경, 이정훈, 정재원 | 6:05      |
| 9.  | Down                | 김종완, 이재경, 이정훈, 정재원 | 5:56      |
| 10. | 백색왜성            | 김종완, 이재경, 이정훈, 정재원 | 8:12      |

## 사연 및 가설
- 앨범의 글씨는 멤버들 중에서 글씨를 제일 잘 쓰는 김종완이 썼으며, 그는 일기장 같은 느낌을 주고 싶었다고 한다.
- 팬들 사이에서 이 앨범은 '산책 앨범'이라고 불린다.
- 〈It's Okay〉 뮤직비디오 촬영 당시 김종완은 필름이 끊길 만큼 술을 많이 먹은 만취 상태로 촬영했다. 그를 찍던 뮤직비디오 감독이 평소보다 느낌이 좋다며 계속 술을 먹이며 촬영했다고 한다.

## 백워드 마스킹
백워드 마스킹(Backward Masking)이란 인위적으로 본래의 곡에 가사나 멜로디를 거꾸로 삽입하는 것으로 다수의 곡에 사용되었다.
- Onetime Bestseller(04:00~06:10) : 원래의 멜로디와 가사 수많았던 웃음과 눈물은 그저 추억이라는 제목을 지닌 한편의 수필 되어 기억의 책장 그 어딘가 남게 될테고 시간이 흘러갈수록 그 위엔 먼지만 쌓여가겠죠가 들린다.(2배 느리게 재생하면 정확하게 들린다.)
- 백색왜성(00:00~01:00) : 들리지 않던 키보드 소리가 들린다.